# 井川翔
井川 翔（いかわ しょう、1998年6月15日 - ）は、岐阜県山県市出身のプロ野球選手（内野手）。右投左打。

## 経歴
山県市立富岡小学校1年の時に野球を始め、山県市立高富中学校時代は岐阜中央ボーイズに所属していた。2014年に滋賀学園高等学校へ進学し硬式野球部に入部。2015年に秋季近畿地区高校野球大会で大阪桐蔭高等学校に敗れ準優勝となり、3年春に第88回選抜高等学校野球大会に出場したが、智弁学園高等学校に敗れてのベスト8だった。大会中には自身のサングラス姿でのプレーが話題となった。高校卒業後は流通経済大学に進学し、硬式野球部に入部するも1年で退部し、学校も中退した。
2017年11月15日に滋賀ユナイテッドベースボールクラブの特別合格選手となり、2018年シーズンからはプロ野球選手として活動している。2018年シーズンの成績は、32試合に出場して打率.154、打点1であった。2019年シーズンの成績は、47試合に出場して打率.221、打点5であった。2019年シーズンをもって滋賀を退団。
2020年シーズンは茨城アストロプラネッツでプレー。遊撃手として全試合にスタメン出場するも、同年シーズンをもって退団。

## 人物
甲子園大会でのサングラス姿が話題となったが、日常生活でもサングラスを着用している。高校1年生の秋頃から瞬きが増えたり、激しい頭痛や肩こり、急な眠気に襲われたりする症状を発症。病院では原因の特定はできなかったものの、目に入った光や砂がアレルギー症状につながっている可能性を指摘されたため、サングラスを着用するようになった。それまで眼鏡をかけたこともなかったため、プレー中の距離感をつかみにくかったりなど苦労したようである。

## 詳細情報

### 独立リーグでの打撃成績
| 年 度     | 球 団     | 試 合 | 打 席 | 打 数 | 得 点 | 安 打 | 二 塁 打 | 三 塁 打 | 本 塁 打 | 塁 打 | 打 点 | 盗 塁 | 盗 塁 死 | 犠 打 | 犠 飛 | 四 球 | 敬 遠 | 死 球 | 三 振 | 併 殺 打 | 打 率 | 出 塁 率 | 長 打 率 | O P S |
| --------- | --------- | ----- | ----- | ----- | ----- | ----- | -------- | -------- | -------- | ----- | ----- | ----- | -------- | ----- | ----- | ----- | ----- | ----- | ----- | -------- | ----- | -------- | -------- | ----- |
| 2018      | 滋賀      | 32    | 57    | 52    | 3     | 8     | 0        | 1        | 0        | 10    | 1     | 0     | -        | 1     | 1     | 1     | -     | 2     | 10    | 1        | .154  | .196     | .192     | .389  |
| 2019      | 滋賀      | 47    | 116   | 104   | 11    | 23    | 4        | 0        | 0        | 27    | 28    | 1     | 2        | 10    | 0     | 2     | -     | 0     | 12    | 4        | .221  | .236     | .260     | .495  |
| 2020      | 茨城      | 60    | 229   | 204   | 24    | 42    | 6        | 1        | 1        | 53    | 14    | 2     | 0        | 2     | 1     | 12    | -     | 10    | 39    | 2        | .206  | .282     | .260     | .542  |
| 通算：3年 | 通算：3年 | 139   | 402   | 360   | 38    | 73    | 10       | 2        | 1        | 90    | 43    | 3     | -        | 13    | 2     | 15    | -     | 12    | 61    | 7        | .203  | .257     | .250     | .507  |

- 2020年度シーズン終了時
- 各年度の太字はリーグ最高

### 背番号
- 2 （2018年 - 2019年）
- 3 （2020年）